# Ludwig Rütimeyer
Ludwig Rütimeyer, né le 26 février 1825 à Biglen et mort le 25 novembre 1895 à Bâle, est un paléontologue, zoologiste et anatomiste suisse.

## Biographie
Il suit tout d'abord des études de théologie à l'université de Berne avant de s'orienter vers la médecine et les sciences naturelles qu'il étudie à Paris, Londres et Leyde. Habilité en 1854 à Berne, il est ensuite nommé professeur de zoologie et d'anatomie à l'université de Bâle.
Dans les années suivantes, il étudie la faune préhistorique en Suisse et publie plusieurs études décrivant différents groupes de mammifères. En particulier, dans une étude parue en 1867, il met en avant les liens entre différents représentants des ruminants et des ongulés fossiles et actuels.

## Publications
- (de) Lebende und fossile Schweine, 1857
- (de) Beiträge zur Kenntniss der fossilen Pferde, 1863
- (de) Die Rinder der Tertiärepoche, 1878
- (de) Crania helvetica, 1864
- (de) Die Grenzen der Thierwelt, 1868
- (de) Beiträge zur Naturgeschichte der Hirschfamilie, 1882